# Herb Abramson
Herbert C. Abramson (New York, 16 november 1916 – Henderson, Nevada, 9 november 1999) was een Amerikaans muziekproducent en mede-oprichter van Atlantic Records.

## Jeugd
Herb Abramson werd geboren in 1916 binnen een joods gezin in Brooklyn. In zijn jeugd verzamelde hij als jazzfan 78 toerenplaten, waarbij hij Ahmet Ertegün en zijn broer ontmoette.
Abramson volgde een opleiding voor tandarts en had een parttime baan als A&R-manager bij een klein onafhankelijk label National Records van Al Green. Bij National contracteerde hij artiesten als Big Joe Turner en Billy Eckstine. Met platenwinkel-eigenaar Max Silverman en Ahmet Ertegün begon hij het platenlabel Quality en met Jerry Blaine het label Jublilee, wat echter geen succes bracht.
In 1945 trouwde hij met Miriam Kahan, ook geboren in Brooklyn, New York, als dochter van joods-russische emigranten.

## Atlantic
Ahmet Ertegun leende van een bevriende tandarts $10.000, Abramson investeerde vanuit de verkoop van Jubilee $ 2.500 en richtten zo Atlantic Records op. 
Abramson werd directeur, Ertegün co-directeur, Miriam deed administratie, public relations en de platenpersing.
In 1953 moest Abramson vanwege zijn opleiding als tandarts in militaire dienst, waar hij in Duitsland bij een tandartsgroep gestationeerd werd.
Bij zijn terugkeer in 1955 waren er twee problemen, hij bracht een zwangere vriendin mee terug, met als gevolg zijn scheiding van Miriam en zijn vervanger Jerry Wexler, die zijn rol bij Atlantic geheel overgenomen had.
In plaats van met ruzie uit elkaar te gaan gaf Ertegün het label Atco onder Abramsons beheer. Als dank voor bewezen diensten werden The Coasters en Bobby Darin bij dit label ondergebracht. In 1958 zou Abramson Atlantic verlaten, hij verkocht zijn aandelen aan ex-vrouw Miriam en Ertegün.

## Atco
De naam ATCO is een afkorting van ATlantic COrporation.
Naast Bobby Darin en de Coasters kreeg het Atco-label artiesten, die niet pasten bij Atlantic, dat blues, jazz, rhythm & blues en soul uitbracht.  ATCO verzorgde ook de distributie voor andere labels, waaronder: RSO, Volt, Island, Modern, Ruthless, Hansa en Rolling Stones Records. Het grootste deel van zijn geschiedenis stond ATCO bekend om pop- en rockmuziek, maar in de beginjaren produceerde het enkele jazzalbums van o.a. Harry Arnold, Betty Carter, King Curtis, Herb Geller en Roland Hanna.

## Post Atlantic
Abramson begon nieuwe platenlabels als Triumph, Blaze en Festival. Zijn meest succesvolle productie na Atlantic was Hi-Heel Sneakers van Tommy Tucker (uitgebracht op Checker Records).
Abramson richtte begin jaren zestig zijn eigen opnamestudio op, A-1 Sound Studios (Atlantic-1) op 234 West 56th Street in Manhattan met als engineer Jim Reeves. De studio werd verhuisd naar 76th Street op de begane grond van een hotel nabij Broadway.
In 1998 ontving Abramson de Pioneer Award van de Rhythm & Blues Foundation.

References